# Konary mózgu
Konary mózgu (łac. pedunculi cerebri) – w anatomii człowieka część brzuszna śródmózgowia. Każdy z dwóch konarów mózgu składa się od przodu z odnogi mózgu, z których każda oddzielona jest od nakrywki (części tylnej konara) przez istotę czarną. Od tyłu konara pomiędzy nakrywką a pokrywą śródmózgowia znajduje się wąski przewód – wodociąg mózgu, łączący komorę trzecią z komorą czwartą.